# Abdón Saavedra
Abdón Saavedra Mallea (La Paz, Bolivia, 6 de agosto de 1872-15 de enero de 1942) fue un abogado y político boliviano. Ocupó el cargo de diputado, senador y también de vicepresidente de Bolivia durante el gobierno del presidente Hernando Siles, siendo rápidamente alejado y exiliado. Fue también el hermano del presidente Bautista Saavedra Mallea.
Abdón Saavedra nació el 15 de febrero de 1872 en la ciudad de La Paz. Realizó sus estudios primarios y secundarios en su ciudad natal. Fue secretario de la Tesorería (1904-1906 y 1907), diputado (1910), presidente de la Cámara de Diputados (1918), senador (1926 y 1940).
Fue vicepresidente de Hernando Siles, en 1926 y embajador extraordinario ante los gobiernos de América representados en la transmisión del mando de ese año (1926). Su ruptura con Siles, producto del enfrentamiento entre éste y su hermano Bautista Saavedra, determinó que estuviera prácticamente exiliado del país con la excusa de su gira de agradecimiento a los países americanos tras la celebración del Centenario de la República, aunque nunca renunció a la vicepresidencia.
Fue también presidente de la Organización Masculina Árabe de La Paz (1911), compilador del Código de Minería promulgado en 1925 y bautizado con su nombre. Fue fundador-director de “La República” de La Paz (1921). Sus principales obras son: El puerto para Bolivia (1919), El tratado de 1904 con Chile es nulo (1922), Código de minería Saavedra, Esto es lo patriótico (1946). Falleció en la ciudad de La Paz el 15 de enero de 1942 a los 69 años de edad.